# Manuel Dueso
Manuel Dueso Almirall (Sabadell, Barcelona, 2 de agosto de 1953) es un actor y director de teatro español. Ha escrito tres obras de teatro.

## Biografía
Manuel Dueso empezó a hacer teatro en el Centro Parroquial Sant Vicenç, en la Creu Alta. Después estudió en el Instituto del Teatro de Barcelona con Carlos Gandolfo, José Sanchís Sinisterra y Pierre Chabert.

## Trayectoria profesional
Actor
- 1993. Mi hermano del alma
- 1996. Platón ha muerto
- 1997. Nissaga de poder (Metge Merçé)
- 2006. El verí del teatre de Rodolf Sirera
- 2006. En Pólvora d'Àngel Guimerà
- 2006. L'agressor
- 2007. El dia del profeta Joan Brossa
- 2007. L'olor sota la pell
- 2007. Saló Primavera (en el paper de Porter)
- 2008. Dublin Carol
- 2009. La Ruta Blava

Director
- 1998. Estriptis
- 1999. La presa
- 2000. Un tramvia anomenat Desig
- 2001. Matem els homes
- 2001. Estiu
- 2001. Restes humanes sense identificar...
- 2003. Tempesta de neu
- 2003. J.R.S. (de dotze anys)
- 2003. Les amargues llàgrimes de Petra Von Kant
- 2003. Obres de Guerra: vermell, negre i ignorant
- 2004. Como en las mejores familias
- 2004. Fortuna accidental
- 2005. El beso de la mujer araña
- 2005. El presoner de la segona avinguda
- 2006. Anitta Split
- 2008. Benefactors
- 2008. Les criades
- 2008. Dublin Carol

Autor
- 1998. Estriptis
- 2004. Matem els homes
- 2004. Fortuna accidental